# Macrocneme leucostigma
Macrocneme leucostigma là một loài bướm đêm thuộc phân họ Arctiinae, họ Erebidae.